# Culicoides alexandrae
Culicoides alexandrae är en tvåvingeart som beskrevs av Dzhafarov 1962. Culicoides alexandrae ingår i släktet Culicoides och familjen svidknott. Inga underarter finns listade i Catalogue of Life.